# Horwacki Wierch
Horwacki Wierch (słow. Horvátov vrch, Horvátský vrch, niem. Horvath-Kuppe, węg. Horvát-kúp, 1902 m n.p.m.) – niewybitny szczyt w słowackich Tatrach Wysokich. Wznosi się w północno-zachodnim ramieniu Szerokiej Jaworzyńskiej (Široká, 2210 m) oddzielającym Dolinę Białej Wody (Bielovodská dolina) i Dolinę Białki od Doliny Szerokiej (Široká dolina) – dużej gałęzi Doliny Jaworowej (Javorová dolina). Od Spismichałowej Czuby (Zámky, 2010 m) oddzielony jest płytką Spismichałową Przełęczą, a od Zadniej Kopy (Zadná kopa, 1674 m) – Przełęczą pod Zadnią Kopą (sedlo Močidlá, 1596 m).
Horwacki Wierch jest zwornikiem dla biegnącego na północny zachód grzbietu oddzielającego dolinę Rozpadlinę (Rozpadliny) od Doliny Spismichałowej (Spismichalova dolina). Położone jest w niej siodło Niżniego Spismichałowego Przechodu, przez które biegnie dawna ścieżka myśliwska z Doliny Spismichałowej na Przełęcz pod Zadnią Kopą. Dolina Rozpadlina jest jedną z odnóg Doliny Białki, a Dolina Spismichałowa pierwszym od dołu odgałęzieniem Doliny Białej Wody. Grzbiet ten w swej środkowej części opada do Doliny Spismichałowej wysokimi wapiennymi urwiskami, które są dobrze widoczne np. z drogi do Morskiego Oka.
Wierzchołek Horwackiego Wierchu jest łagodny, pokryty łąkami wysokogórskimi (halami). Zachodnie stoki grzbietu schodzącego do Przełęczy pod Zadnią Kopą są porośnięte miejscami aż do wysokości ok. 1660 m górnoreglowym lasem. Sam szczyt i fragment północnych stoków zbudowany jest z granitoidów (czapka krystaliczna), ale przeważającą część masywu tworzą wapienie. Rozwinęły się tu liczne zjawiska krasowe. Można wśród nich wymienić lej krasowy o średnicy ponad 20 m w południowo-zachodnich stokach oraz jaskinie – Spismichałową (Spismichalova jaskyňa) oraz Cień Księżyca (Mesačný tieň). Ta ostatnia została odkryta 26 czerwca 2004 r. i po zaledwie kilku latach eksploracji stała się najdłuższą jaskinią w Tatrach z 30,5 km poznanych korytarzy (stan na październik 2012). Ma co najmniej 451 m głębokości.
Nazwa Horwackiego Wierchu pochodzi od węgierskiego rodu Horváth-Palocsay, który w latach 1589–1856 był właścicielem Tatr Jaworzyńskich. Na szczyt nie prowadzi żaden znakowany szlak turystyczny, przez wierzchołek przechodzi natomiast stara ścieżka myśliwska na Szeroką Jaworzyńską. Na Horwacki Wierch wchodzili od dawna pasterze i myśliwi. Pierwszego znanego wejścia zimowego dokonał Gyula Komarnicki 3 stycznia 1913 r.